# Heirnis

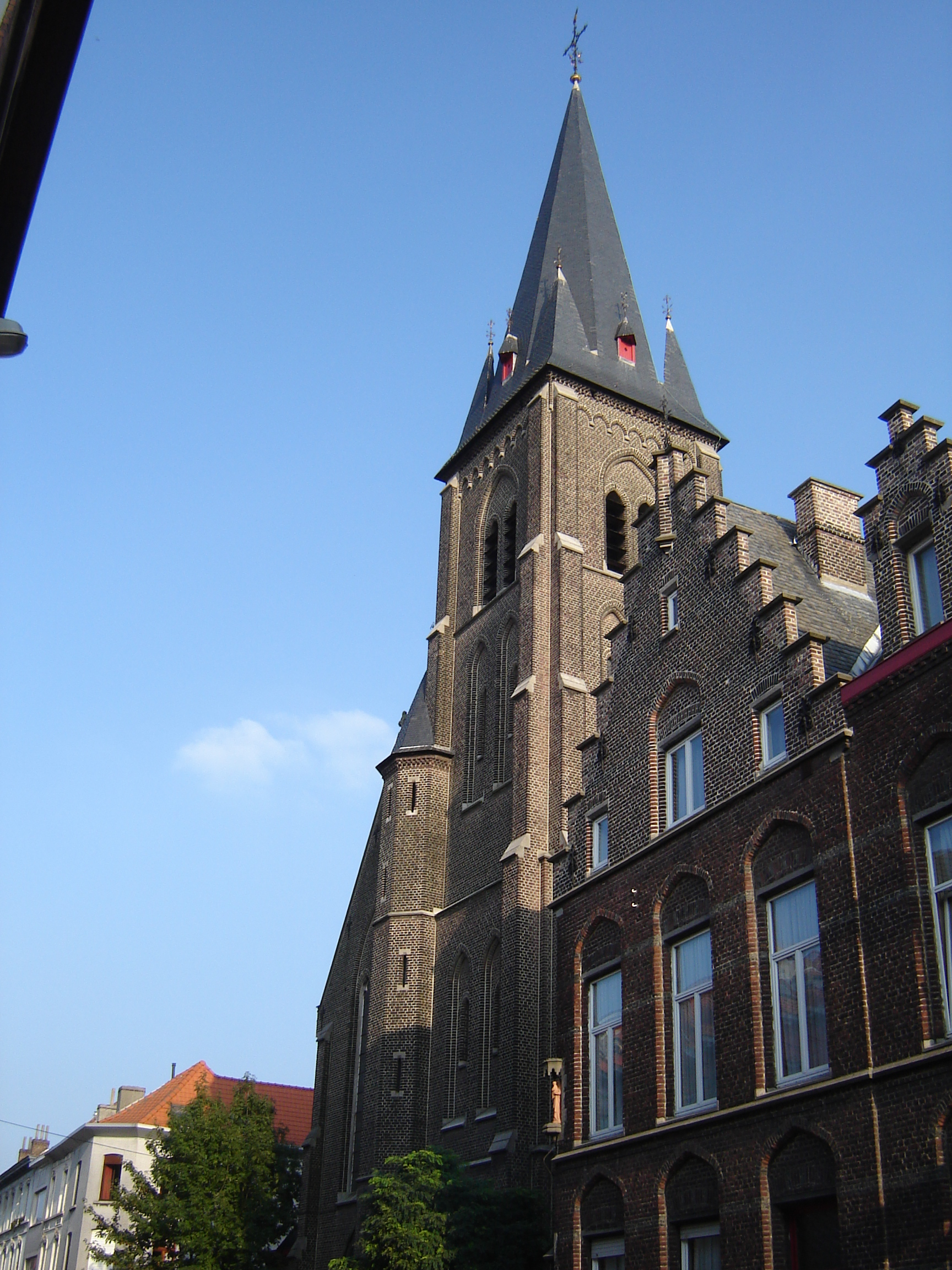
Sint-Antonius van Paduakerk in Heirnis

De Heirnis is een wijk in de Belgische stad Gent. De verstedelijkte wijk ligt ten oosten van de historische stadskern. Het westelijke deel ligt binnen de stadsring R40 (Heernislaan) op het grondgebied van Gent-centrum, en draagt straatnamen genoemd naar vissoorten. Het oostelijke deel, gescheiden door de stadsring en een spoorlijn, ligt op het grondgebied van deelgemeente Sint-Amandsberg. De straatnamen daar verwijzen meer naar vrije beroepen in de artistieke sfeer. Tot in de tweede helft van de 18de eeuw was dit een meersengebied.
De Heirnismeersen werden vanaf de 14de eeuw vermeld. Ze lagen in een bocht van de Schelde, aan de samenvloeiing van de Schelde naar Oudenaarde, de Schelde naar Antwerpen en de historische Nederschelde, de huidige Visserijvaart. Ze strekten zich uit van de Keizerpoort en de Sint-Baafsabdij in het westen tot aan de "Clincke" aan de Dendermondsesteenweg bij de grens van Sint-Amandsberg en Destelbergen in het oosten. Het waren meersen die als gemeenschappelijk weidegebied voor koeien dienstdeden. De vrije inwoners van het Sint-Baafsdorp hadden het recht er een koe te laten grazen; een recht dat tot de urbanisatie in de tweede helft van de 19de eeuw bleef bestaan.
De Rietgracht verdeelde aanvankelijk het gebied in de "Grote Heirnis" ten westen, en de "Kleine Heirnis" ten oosten. De Kleine Heirnis lag zo aanvankelijk buiten de stadsvesten. In 1857 kwam er een spoorlijn langs de Kasteellaan van het Zuidstation naar het Entrepot. De spoorlijn werd vervangen in 1876 door een nieuwe ringspoorweg, die de Heirnis doorkruiste. Een deel van de Kleine Heirnis ging van Sint-Amandsberg naar de stad Gent. Een deel van het gebied werd aan particuliere eigenaars verkocht. Een eerste straat, aanvankelijk Toekomststraat, later Forelstraat kwam er in 1881. Parallel aan de spoorlijn werd vanuit het noorden tot aan de Forelstraat de Heernislaan aangelegd, het deel verder naar het zuiden kwam er pas in 1892. Deze weg vormt nu een deel van de Gentse kleine stadsring R40. Ondertussen was in de jaren 80 en jaren 90 van de 19de eeuw dit westelijk gebied verder verkaveld na de aanleg van nieuwe straten. Langs de Forelstraat werd ook een parochiekerk gebouwd, de Sint-Antonius van Paduakerk, uit 1898-1900.
De loop van de Rietgracht werd in 1888 verlegd. In die periode werd ook het oostelijk gebied van de Heirnis, op het grondgebied van Sint-Amandsberg geürbaniseerd. De Toekomststraat werd verlengd tot aan het Heirnisplein bij de Dendermondsesteenweg. Daarna volgden andere straten. De Rietgracht werd in 1916 overwelfd.
In de loop van de jaren 60 van de 20ste eeuw werd het kasteel "ter Heirnis" in het oosten van het gebied gesloopt.
Deelgemeenten: Afsnee · Desteldonk · Drongen · Gent · Gentbrugge · Ledeberg · Mariakerke · Mendonk · Oostakker · Sint-Amandsberg · Sint-Denijs-Westrem · Sint-Kruis-Winkel · Wondelgem · Zwijnaarde

Overige dorpen, gehuchten en wijken:
Belgische gemeenten · Arrondissement Gent · Oost-Vlaanderen · Vlaanderen